# Alfredo Codona
Alfredo Codona (Sonora, 7 de octubre de 1893-Long Beach, California, 30 de julio de 1937) fue un trapecista mexicano. Por su elegancia y agilidad en el trapecio y por su carisma era conocido como el Adonis de las alturas (Adonis of the altitudes).
Aunque en 1896 la gimnasta rusa Lena Jordan había logrado ejecutar por primera vez el triple salto mortal en el trapecio y en 1910 también lo habían conseguido los hermanos Ernest y Charles Clarke, Codona fue el primer hombre en perfeccionarlo hasta el punto de incluirlo de manera regular en su rutina de acrobacias, hazaña que fue reconocida por el Libro Guiness de los récords en 1920.

## Trayectoria
Codona nació en México en el seno de la familia circense Codona, originaria de la Suiza italoparlante y conocida en Escocia por su parque de atracciones ubicado en Aberdeen. 

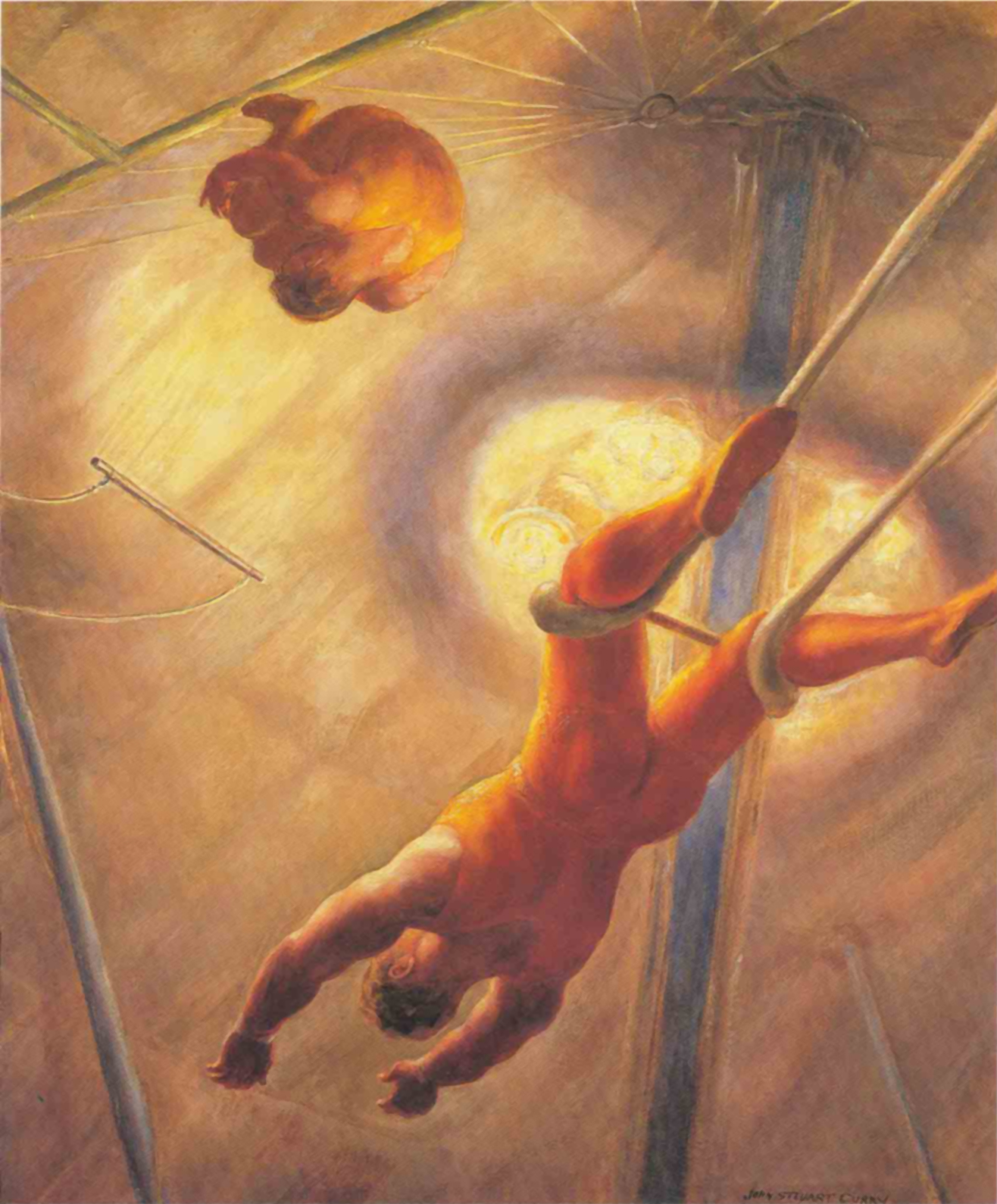
Ilustración de The Flying Codonas por John Steuart Curry, 1932.

Su padre, Eduardo Codona, era artista y empresario circense. Su madre, Hortense Buislay, también de familia circense, era trapecista. Tenía 5 hermanos: Victoria (1890), Abelardo “Lalo” (1895), Joe, Hortense y Rosa. Lalo y Alfredo fueron los integrantes principales de la troupe de trapecio volante The Flying Codonas, aunque a lo largo de sus carreras pasaron por ella numerosos acróbatas contratados.
En 1916, mientras trabajaba con la troupe de trapecio Siegrist-Silbon, de catorce personas, conoció entre sus miembros a Clara Curtin, que se convirtió en su primera esposa. Se casaron en 1917. Dejando atrás a los Siegrist-Silbon, su esposa se incorporó a la troupe de trapecio de Codona.
En 1920, Codona presentó por primera vez al público su triple salto mortal. Como el hecho de que pudiera ejecutarlo de manera regular en sus actuaciones era inaudito, su troupe comenzó a ganar popularidad en el mundo del circo. Ese mismo año, los Codona fueron contratados por el Ringling Brothers and Barnum & Bailey Circus, donde se catapultaron al estrellato. 
Después de años de gira por Europa, en 1927, volvieron al Ringling. Codona comenzó una relación romántica con Lillian Leitzel, una gimnasta alemana especializada en anillas romanas y otra de las grandes estrellas del circo del momento. Ese mismo año, Curtin se lesionó y fue sustituida por la australiana Vera Bruce, por recomendación de Leitzel.

Codona se divorció de Curtin (aunque mantuvo el apellido Codona hasta su muerte) y se casó con Leitzel en 1928, en el intervalo entre dos funciones. Desde entonces, Leitzel y el trío Codona, se involucraron a nivel profesional y viajaron por trabajo en los meses de invierno, principalmente por Europa, cuando no actuaban en el Ringling.

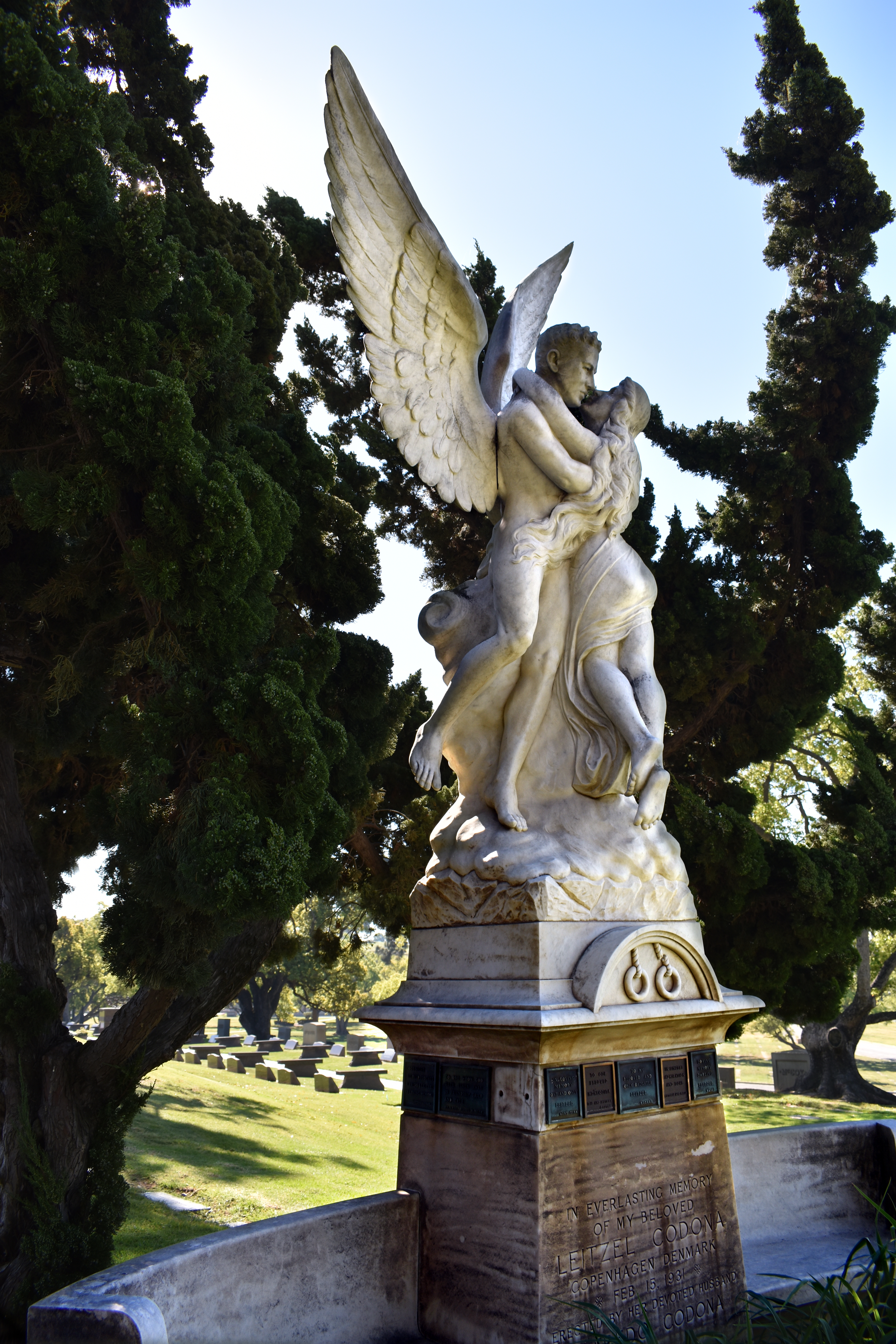
La estatua Reunión, encargada por Alfredo Codona para la tumba de Lillian Leitzel en Inglewood Park.

En febrero de 1931, mientras los Codona trabajaban en el Wintergarten de Berlín, Leitzel, que estaba trabajando en Copenhague, cayó al suelo durante una actuación al romperse una pieza que sujetaba su aparejo. Codona acudió a su lado, pero al dar muestras de mejoría volvió a trabajar a Berlín. Sin embargo, Leitzel murió dos días más tarde y fue enterrada en Cementerio Inglewood Park en Inglewood, California. Codona encargó una estatua para su lápida, llamada Reunión, formada por una estatua de 3 metros que muestra a Codona con alas de ángel abrazando a Leitzel, y en la base, dos anillos romanos, uno de ellos roto como el día de su muerte, con una inscripción que reza: En memoria eterna de mi querida Leitzel Codona / Erigida por su devoto marido, Alfredo Codona.
Codona volvió a trabajar poco después de la muerte de Leitzel. No obstante, actuaba de manera cada vez más temeraria e imprudente, que le llevó a lesionarse de manera temporal en 1932. En septiembre de ese mismo año, se casó con su compañera de troupe, Vera Bruce. 
En 1933 volvió a lesionarse, pero esta vez se vio obligado a retirarse del trapecio permanentemente. Su matrimonio con Bruce empezó a deteriorarse. 
En 1937, Bruce le pidió el divorcio acusándolo de maltrato. El 30 de julio de ese año, en Long Beach, California, Codona acudió a una reunión con Bruce en el despacho del abogado para aclarar detalles del acuerdo de divorcio. Codona pidió al abogado que lo dejara a solas con Bruce para hablar en privado. La madre de Bruce se negó a marcharse. Una vez los tres solos, Codona disparó a Bruce cinco veces y después se disparó a sí mismo. Codona murió en el acto y Bruce, al día siguiente.
De acuerdo a sus deseos, Codona fue enterrado junto a Leitzel en el cementerio Inglewood Park.

## Filmografía
- 1928 - Doble de acción en Los 4 Diablos (Metraje perdido).[20]
- 1931 - Swing High.[20][21]
- 1932 - Doble de acción en Tarzán de los monos.[20]
- 1934 - Tarzán y su compañera.[20]
- 1934 - Figurante en Payaso del circo.[20][22]

## Reconocimientos
Codona fue el primer hombre en perfeccionar el triple salto mortal en el trapecio y en incluirlo de manera regular en sus espectáculos, hazaña que fue reconocida por el Libro Guiness de los récords en 1920.
En 1961, fue admitido en el International Circus Hall of Fame, galardón que desde 1958 reconoce a los más importantes artistas de circo, músicos, promotores, periodistas y dueños de espectáculos circenses del mundo. Los nominados son analizados y escogidos por un jurado, el ganador se anuncia y celebra durante la semana del circo, en el mes de julio en el Peru Circus Winter Quarters, ubicado en Indiana.
En 1995, fue incluido en el Circus Ring of Fame, por ser una de las super estrellas del Ringling, el "Rey del trapecio volante" en el siglo XX y por su técnica inigualable para realizar el triple salto mortal en el trapecio. Este reconocimiento se otorga a las personas que durante su trayectoria han contribuido significativamente al arte y a la cultura circense. La nominación corresponde al público y la selección de los ganadores a un jurado compuesto por artistas, historiadores, académicos y conocedores del circo de diferentes partes del mundo. El premio consiste en una placa de bronce, con forma de rueda de carreta, que se exhibe en el St. Armands Circle Park, ubicado en Sarasota, Florida.
En 2010, la trapecista Pinito del Oro publicó Circus love story: biografía novelada de Lillian Leitzel y Alfredo Codona. En 2013, se publicó el libro Queen of the Air: A True Story of Love and Tragedy at the Circus, una biografía sobre Leitzel y Codona.